# Cynanthus
Cynanthus là một chi chim trong họ Chim ruồi.

## Các loài
Có 6 loài được ghi nhận thuộc chi này:
| Hình ảnh | Tên khoa học          | Tên thông dụng | Phân bổ |
| -------- | --------------------- | -------------- | --- |
|          | Cynanthus latirostris |                | southeastern Arizona and extreme southwestern New Mexico of the Southwestern United States and northern Sonora of Northwestern Mexico |
|          | Cynanthus lawrencei   |                | Islas Marías island group of Mexico                                                                                                   |
|          | Cynanthus doubledayi  |                | Pacific coast of south-west Mexico |
|          | Cynanthus auriceps    |                | west and central Mexico |
|          | Cynanthus forficatus  |                | islands off Yucatán Peninsula |
|          | Cynanthus canivetii   |                | southeast Mexico to Costa Rica |

## Hình ảnh

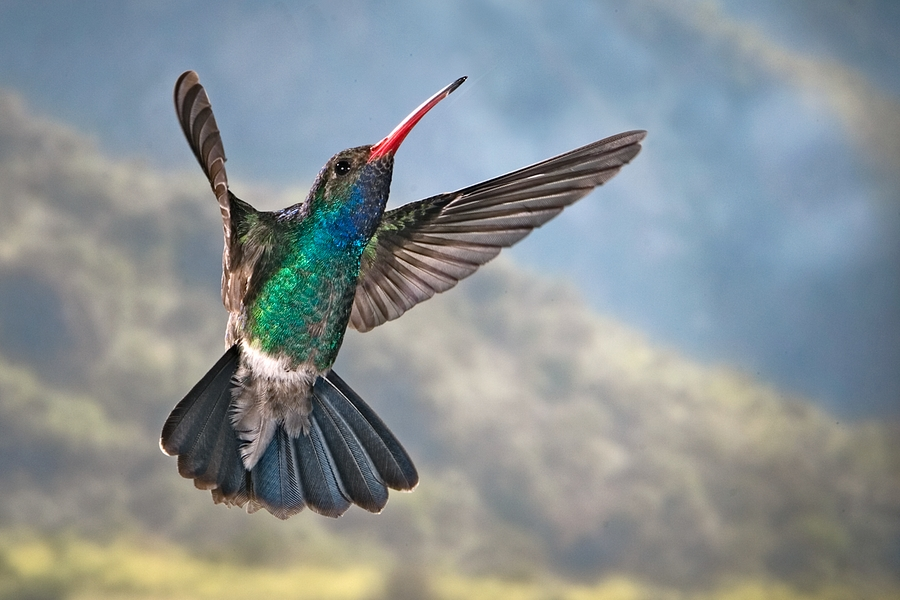
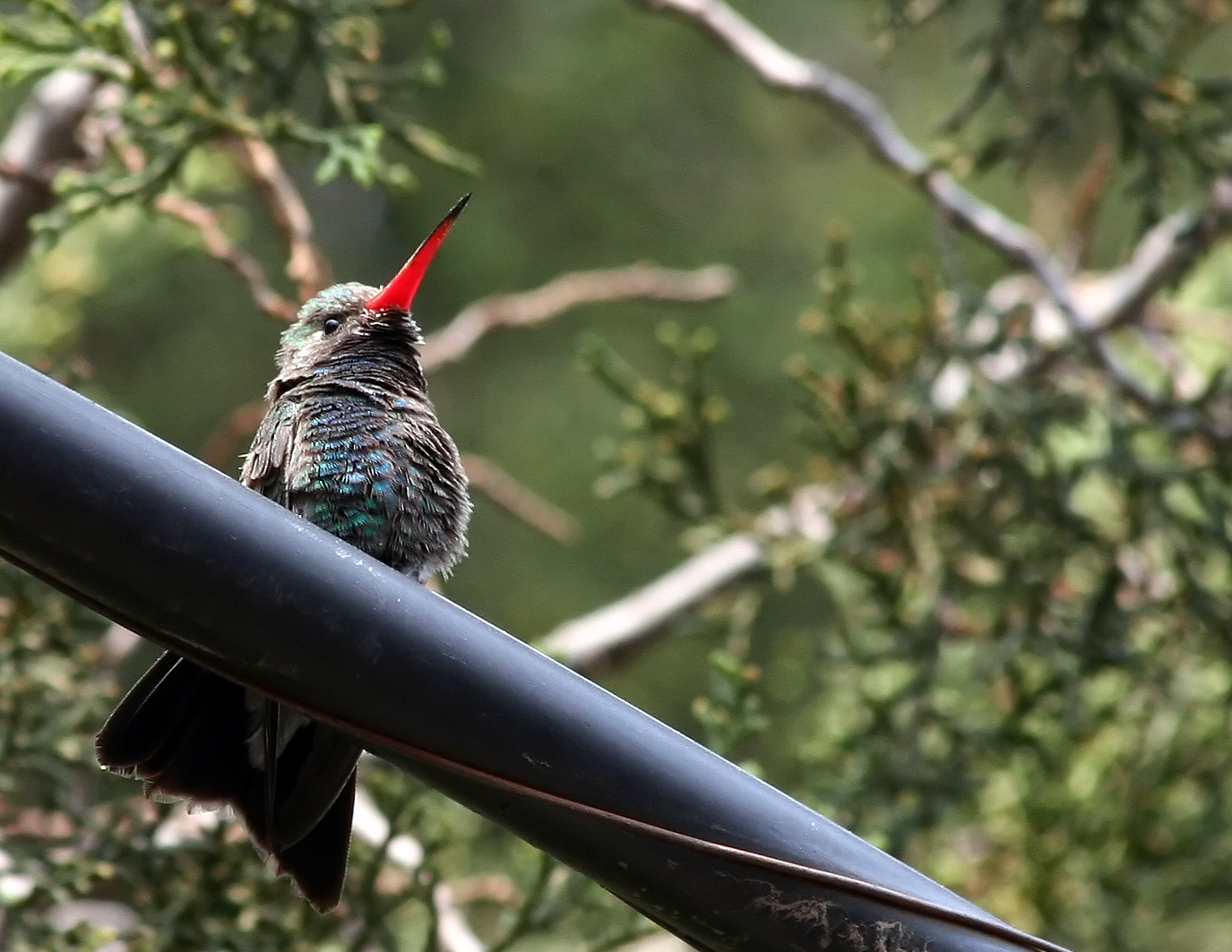